# Crni Vrh (gmina Čelinac)
Crni Vrh (cyr. Црни Врх) – wieś w Bośni i Hercegowinie, w Republice Serbskiej, w gminie Čelinac. W 2013 roku liczyła 520 mieszkańców.